# Энтальцев, Михаил Юрьевич
Михаил Энтальцев (род. 29 января 1977 года) — игрок в хоккей с мячом, вратарь сборной Германии.

## Карьера
Выпускник математического-механического факультета СПбГУ (1998).
В составе сборной Германии участвовал в чемпионатах мира 2014 (2 игры) и 2015 (3 игры) годов.